# Mizucsi
Mizucsi (蛟; Hepburn: Mizuchi) a japán sárkánynak, vagy a legendás kígyóféle lénynek a neve, amelyek víziek, vagy valamely módon

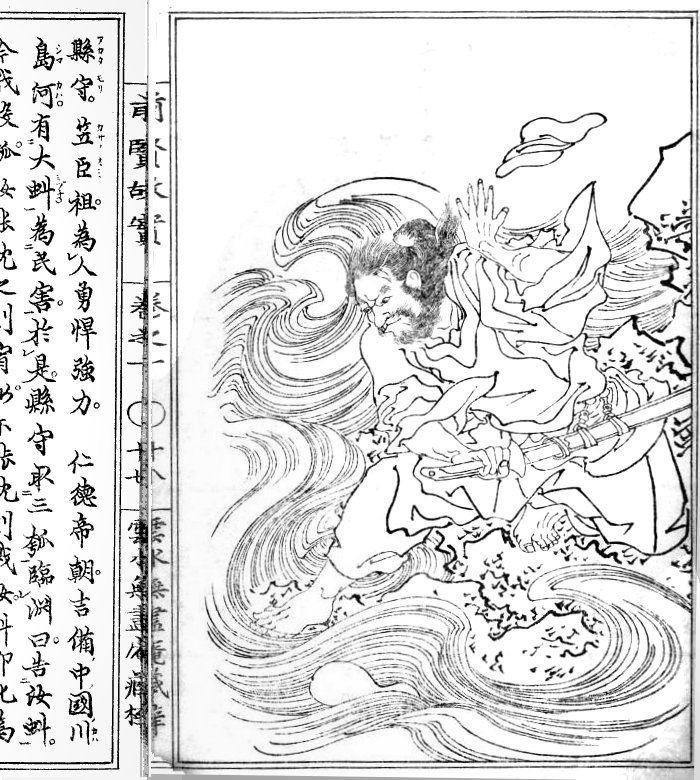
Agatamori harca Mizucsivel a vízben. Zenken kojitsu-ból (1878)

vízhez köthetőek. Néhányan víz istenségeknek is tekintik őket.
Egyrészt Mizucsi lehetett a japán neve az effajta lénynek, viszont csupán egy említést találunk róla az ősi
krónikában, egyet a Nihonsokiban és egyet a Man'jósú versben, az eredeti Mizucsiről kevés az információ.
Másrészt a mizucsi (midzuchi) mint név a kun-jomi vagy japán megfelelőjével van használva mitológiai 
sárkányfajokra a kínai irodalomban. Így a japánul olvasott mizucsit
használták a jiaolongra (蛟; Ja: kó; pinjin: jiāo) vagy „négylábú sárkány”, a qiulongra (虬 vagy 虯; Ja: kjú; pinjin: qiú) vagy „szarvatlan sárkány” és a chilongra (螭; Ja: chi; pinjin: chī) vagy „sárga sárkány, amire néhányan azt mondják, hogy szarvatlan”.
Észben kell tartani, hogy nem lehet pontosan leírni a küllemét és jellemét egy ilyen sárkánynak sem,
mivel a különböző kínai források ellentmondásokba ütköznek leírásukkor. Daniels leírja, hogy
az esőt irányító japán kígyóistenségeket néha sárkánynak nevezik, de figyelmeztet, hogy okamire és mizucsire „nem biztonságos következtetni az alakjukra, ahogyan a kínaiak leírják”.

## Korai utalások
Az ősi krónika Nihongi tartalmazza a legrégebbi utalásokat a mizucsire. Nintoku császár uralkodásának 67. évében (i. sz. 379-ben) megemlítik, hogy közép Kibi tartományban a Kavasima folyó elágazásánál (川嶋河, régi neve a Takahasi folyónak (高梁川) Okajama tartományban) egy óriási vízi kígyó vagy sárkány ólálkodott és mérgét okádta megölve sok arra járót.
Egy Agatamori (県守), nevű férfi, Kasza-no-omi (笠臣) klán elődje, odament a folyóhoz és három lopótököt dobott bele, amelyek úsztak a víz felszínén. Aztán kihívta a fenevadat, mondván eltávozik, ha az el tudja süllyeszteni ezeket a tököket, viszont megöli, ha nem jár sikerrel. A bestia átváltozott egy szarvassá és megpróbálta elsüllyeszteni őket, sikertelenül, ami által a férfi megölte a szörnyet. A feljegyzés így folytatódik: "...A férfi felkereste a vízi sárkány társait. Így a vízi sárkánytörzs tagjai telítették be a barlangot a víz fenekén. A férfi megölte mindet, ami által a folyó víz vérré vált. Innen kapta a nevét Agatamori.
Másik bejegyzés Nintoku 11 (323 CE) alatt egy némileg kapcsolódó körülményről számol be. A Mamuta védőgát a Jodo folyó mentén egyre csak áttört. A császárnak ekkor álmával megjósolta, hogy két ember, Kova-kubi Muszasi tartományból és Koromo-no-ko Kavacsi tartományból fel kell, hogy áldozva legyenek a Folyóistennek avagy Kava-no-kaminak(河伯). Egyikük, aki ellenállt, hogy feláldozzák bevetette a lopótököt a vízbe és kihívta a Folyóistent, hogy süllyessze el annak bizonyítékaként, hogy tényleg isteni akarat az ő feláldozása. Forgószél támadt, de a lopótök csak úszott tovább, s így kihasználva eszességét megmentette magát a haláltól. Ez a bejegyzés említést tesz a Folyóistenről, de nem mizucsiként. Ezért Aston munkája ellenére, amelyben a Folyóistent (Kava-no-kami) és a mizucsit egy időben tárgyalja, de nem szabad beleesni abba a hibába, hogy ugyan annak feltételezzük a kettőt.
Ahogy De Visser lezárja: „Ebből a szakaszból megtudjuk, hogy az ősi időkben emberáldozatokat mutattak be a sárkányformájú folyóisteneknek”. Foster felteszi, hogy „lehet, ez az első dokumentált megjelenése a vízi szellemnek, ami később kappaként lesz népszerű Japánban”. A japán mondavilágban a kappa egy jóindulatúan csintalan vízi szellem, ellenben a halálos sárkánnyal. Azonban a kappára is lehet úgy tekinteni mint baljóslatú, aki kiveszi a máját vagy a sirikodamát (egy misztikus labda amely tartalmazza az ember lelkét és a végbélnyílásnál helyezkedik el.).
A Man'jósú 16. könyvében, Szakaibe herceg által írt tanka versben (境部王) azt írta „虎尓乗 古屋乎越而 青淵尓 鮫龍取将来 劒刀毛我”, amit úgy értelmezhetünk, hogy „Ó ha csak lenne egy tigrisem, hogy át tudjak szökkenni vele az öreg kunyhón a zöld tóba, hogy elkaphassam a mizucsi sárkányt és a kardot.” Az öreg kunyhó (Furuja) talán egy helynevet jelöl, aminek kettős jelentése is lehet.

## Néprajzi Tanulmányok a Mizucsiről
Kumaguszu Minakata, a Dzsúnisi kó: mi(hebi) (十二支考・蛇, "A kínai zodiákus 12 állatának tanulmánya: Kígyó") című tanulmányának elején azt mondja, hogy "Még a mi országunkban is (Japán) a vizek közelében élő kígyókat, melyektről féltek az emberek, mizucsinak nevezték, vagy "a víz mestereinek" (Minakata 1917).
Minakata szerint a -csi szuffixum a nusi (vizek feje, mestere, stb.) szóból jön, ami Motoori Norinaga történész egyik nézetének újraértelmezése, mely szerint a -csi egy tiszteletbeli jelző (Minakata 1916, a "Sárkány" tanulmány ugyanabból a sorozatból).
Pontosabban Motóri azt állította, hogy a "-csi" gyök egy tatae-na (讃え名, "tiszteletbeli név"), és a nagy kígyó, Jamata no Orocsi, nevében is megjelenik, sőt a kígyó áldozatainaka nevében is (Asinazucsi és Tenazucsi).
Minakata a cucsi és csi gyököket „kígyóként” is értelmezni akarta a japánban található "akakagacsi vagy más nevén jamakagasi kígyó nevének mintájából. Eközben Minakata ismerőse és elismert folklorista Janagita Kunio a cucsi-t inkább "szellemnek" vélte.

### Egy név a kappákra
Minakata különböző nyelvjárási szavakat is gyűjtött, melyek hasonlítottak a mizucsire, mint például mizusi (Isikava prefektúra), medocsi (Ivate prefektúra) és mincucsi (Hokkaidó). Zenan Aszakava 1850-es könyvében) megemlíti a medocsit (Ehime prefektúra) és a mizusit (Fukui prefektúra). Viszont ezekről kiderült, hogy a kappa helyi elnevezései. Minakata megfigyelte, hogy a kappa legenda a nusikról (vizek feje, mestere, stb.) szólt, melyek emberi alakot öltöttek és bántották az embereket, és hogy ez az eredet homályba veszett. Pár folklorista, mint Janagita és Dzsunicsiro, hasonló nézetet vallanak.
Minakata a munkájában helyi történeteket is gyűjtött Japán különböző tájairól emberölésre képes vízi kígyókról. Ezeket pedig kapcsolatba állította a kappákról szóló történetekről, melyekben egy sirikodama nevű mesés szervet tudnak az áldozat végbélnyílásán keresztül kiszedni. Ez a kapcsolat azt a meggyőződését támogatta, mely szerint a mizucsi régebben a vízi kígyókra utalt, és később pedig a kappákra.

## Populáris kultúrákban
(járművek, hajók)
- Kórjú (tengeralattjáró) (japánul: 蛟竜), (mizucsi szinonímája, egy ex japán haditengerészeti tengeralattjáró.
- Jiaolong (kínaiul: 蛟龙号), kínai mélytengeri merülő.

(novellák)
- "Mizucsi" (『水霊 ミズチ』), Hirohumi Tanaka írta 1998-as horror novella, 2006-os film adaptációt rendezte Kijosi Jamamoto, angolul a „Halál Víz” címmel, bár a témája egy „vízi szellem” és nem egy sárkány.
- Szohrjuden: Sárkány Királyok Legendája (novella) – Mizucsi nevű férfire (水池) való utalás.

(anime, manga)
- Eight Clouds Rising – Mizucsi (水蛇 – „Vízi kígyó”) egyike a hét szent kardnak.
- GeGeGe no Kitaró (manga, anime) – A kórjú (mizucsi) ellenségként jelenik meg.
- Omamori Himari (manga, anime, novella) – A Sizuku nevű szereplő egy mizucsi.
- Our Home's Fox Deity (manga, anime) – Mizucsi megszáll egy miko papnőt.
- Szamuráj Deeper Kjó (manga) – Démon szemű Kjó "mizucsi" nevű támadást használ kardtechnikájában.

(játékok)
- Mah-jong Fight Club – A játékos kórjúvá (egy igaz sárkánnyá) válik, ha bizonyos feltételek adottak.
- Monster Hunter 2 – Idős sárkányt Ónazucsit a mizucsiről mintázták, az angol verzióban Chameleos.
- Neo Geo Battle Coliseum – Mizucsi nevű főellenségként jelenik meg, Orocsi klónja a King of fighters '97-ből.
- Ókami – Misztikus borostyán örzője.

## Fordítás
- Ez a szócikk részben vagy egészben  a   Mizuchi című angol Wikipédia-szócikk ezen változatának fordításán alapul.  Az eredeti cikk szerkesztőit annak laptörténete sorolja fel. Ez a jelzés csupán a megfogalmazás eredetét és a szerzői jogokat jelzi, nem szolgál a cikkben szereplő információk forrásmegjelöléseként.